# Francesca Livia Sartori
Francesca Livia Sartori (Bassano del Grappa, 28 agosto 1961) è una costumista italiana.
Ha vinto sia il Nastro d'argento che il David di Donatello per il medievale Il mestiere delle armi (2001) e l'esotico Cantando dietro i paraventi (2003), entrambi diretti da Ermanno Olmi. Per il primo ha ricevuto anche Ciak d'oro e Premio Flaiano.

## Filmografia

### Cinema
- Lunga vita alla signora!, regia di Ermanno Olmi (1987)
- Dark Bar, regia di Stelio Fiorenza (1989)
- Briganti - Amore e libertà, regia di Marco Modugno (1990)
- Diceria dell'untore, regia di Beppe Cino (1990)
- Il principe di Homburg, regia di Marco Bellocchio (1997)
- Ovosodo, regia di Paolo Virzì (1997)
- L'estate di Davide, regia di Carlo Mazzacurati (1998)
- Sotto la luna, regia di Franco Bernini (1998)
- Voglio stare sotto al letto, regia di Bruno Colella (1999)
- Baci e abbracci, regia di Paolo Virzì (1999)
- Il mestiere delle armi, regia di Ermanno Olmi (2001)
- La forza del passato, regia di Piergiorgio Gay (2002)
- Prendimi l'anima, regia di Roberto Faenza (2002)
- Cantando dietro i paraventi, regia di Ermanno Olmi (2003)
- L'amore è eterno finché dura, regia di Carlo Verdone (2004)
- Cose da pazzi, regia di Vincenzo Salemme (2005)
- Il destino di un guerriero (Alatriste), regia di Agustín Díaz Yanes (2006)
- Le rose del deserto, regia di Mario Monicelli (2006)
- La giusta distanza, regia di Carlo Mazzacurati (2007)
- Tutta la vita davanti, regia di Paolo Virzì (2008)
- La polvere del tempo (I skoni tou hronou), regia di Theodoros Angelopoulos (2008)
- La passione, regia di Carlo Mazzacurati (2010)
- Quando la notte, regia di Cristina Comencini (2011)
- Romanzo di una strage, regia di Marco Tullio Giordana (2012)
- Banana, regia di Andrea Jublin (2014)

### Televisione
- Europa Connection, regia di Nando Cicero (1992)
- La terre d'Outremer, regia di Dominique Girard (2001)
- La memoria e il perdono, regia di Giorgio Capitani (2001)
- Gli ultimi del paradiso, regia di Luciano Manuzzi (2010)
- Anna e i cinque, regia di Franco Amurri (2011)
- Più forti del destino, regia di Alexis Sweet (2022)
- Un'estate fa, regia di Davide Marengo e Marta Savina – miniserie TV (2023)
- Doppio gioco, regia di Andrea Molaioli – miniserie TV (2025)

## Riconoscimenti
- Nastri d'argento (migliori costumi)
  - 2001: vincitrice - Il mestiere delle armi
  - 2003: candidata - Prendimi l'anima
  - 2004: vincitrice - Cantando dietro i paraventi
  - 2011: candidata - La passione
- David di Donatello (miglior costumista)
  - 1997: candidata - Il principe di Homburg
  - 2002: vincitrice - Il mestiere delle armi
  - 2003: candidata - Prendimi l'anima
  - 2004: vincitrice - Cantando dietro i paraventi
  - 2011: candidata - La passione
  - 2012: candidata - Romanzo di una strage
- Ciak d'oro migliori costumi
  - 1998: vincitrice - Il principe di Homburg
  - 2002: vincitrice - Il mestiere delle armi[1]
- European Film Awards (Prix d'Excellence)
  - European Film Awards 2007: candidata - Il destino di un guerriero
- Premio Flaiano (migliori costumi)
  - 2001: vincitrice - Il mestiere delle armi
- Premi Goya (migliori costumi)
  - 2007: vincitrice - Il destino di un guerriero